# Борджезе, Джузеппе Антонио
Джузе́ппе Анто́нио Бордже́зе (итал. Giuseppe Antonio Borgese; 12 ноября 1882, Полицци-Дженероза, Сицилия — 4 декабря 1952, Фьезоле, Тоскана) — итальянский литературный критик, историк культуры, прозаик, поэт, журналист, эссеист, педагог.

## Биография
В 1903 году получил докторскую степень во Флоренции, защитив диссертацию на тему романтической истории Италии. Преподавал в Турине, Риме и Милане с 1910 по 1930 годы. Как антифашист, отказался принести присягу фашистам в Миланском университете, на что отважились лишь 13 из примерно 2000 итальянских профессоров.
В 1931 году эмигрировал в США, где в 1938 натурализовался, а в 1939 вступил в антифашистское Общество Мадзини. В США с 1936 по 1948 год работал читал лекции по литературе и политологии в Чикагском университете.
Был секретарём Комитета по созданию всемирной конституции, сыграл важную роль в разработке всемирной конституции 1947 года.
В своих критических и философских трудах — «La Nuova Germania» (1917), «La Vita e il Libro. Saggi di letteratura e coltura contemporanea» (1911-1913), выступал, как сторонник Бенедетто Кроче.
Помимо литературной критики, также писал эссе, романы и стихи .
Уже после Первой мировой войны (1914—1918) выступил как романист («Filippo Rubè», 1921; «I vivi e i morti», 1923). По манере письма отчасти является последователем Габриеле Д’Аннунцио, от которого однако отличается широким социально-философским охватом темы.
В его романах показан утончённый итальянский интеллигент послевоенного времени («Le Belle», 1917).

## Избранная библиография
- Tilgher A., Voci del Tempo, Roma, 1921;
- Prezzolini Giuseppe, La coltura italiana, 1923;
- Vosler K., Die Neuesten Richtungen der italienischen Literatur 1925

Романы
- Rubé (1921)
  - Übers. Curt Gutkind: Rubé. Merlin, Heidelberg 1928

Другое
- Poesie. (1922)
- I vivi e i morti. (1923)
- La città sconosciuta. (1924)
- Le belle. (1927)
- Il sole non è tramontato. (1929)
- Tempesta nel nulla. (1931)

Эссе:
- La Nuova Germania. 1909
- La vita e il libro. 3 Bände, 1910—1913
- Italia e Germania. 1915
- Studi di letterature moderne. 1915
- Tempo di edificare. 1923
- La tragedia di Mayerling. 1925
- Übers. Laura Maria Kutzer: Die Tragödie von Mayerling. Merlin, Heidelberg 1927
- Il senso della letteratura italiana. 1931
- Goliath, the March of Fascism. 1937
- The City of Man, mit Thomas Mann u. a., 1940
- Common Cause. 1943
- Da Dante a Thomas Mann. 1958